# 竹溪里 (臺南市南區)
竹溪里位於臺灣臺南市南區健康路一段、竹溪、國民路與南門路區域間。北、東、南至西順時針分別與中區的法華里與五妃里、新生里、大林里與明德里銜接。本里大多為住宅區，甚少空氣污染及吵雜噪音。且為臺南市主體育場、棒球場所在地與機關團體研習、開會熱門地點，里內有臺鹽實業公司總部。

## 里內公共設施
- 體育設施 體育之心廣場

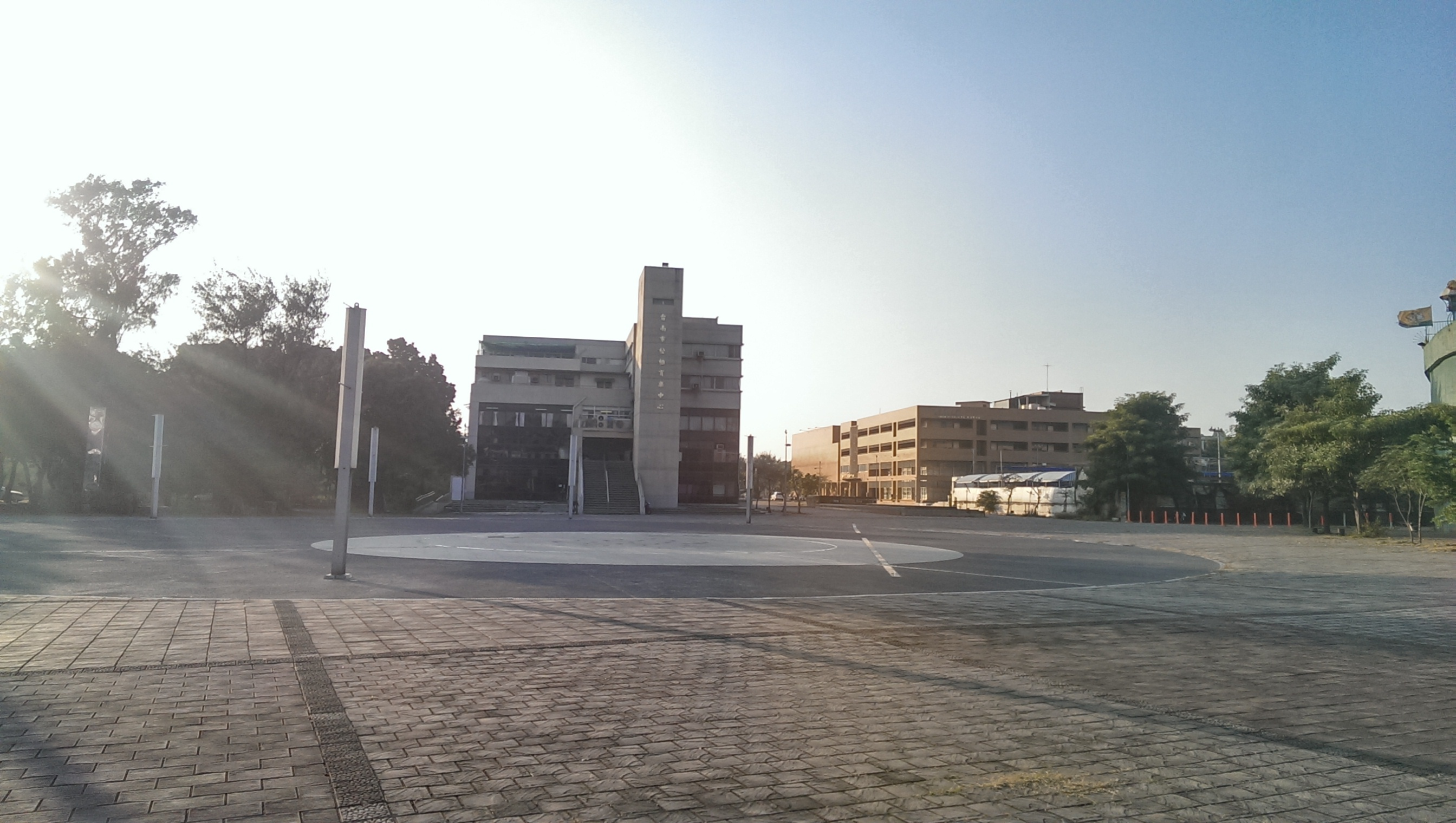
體育之心廣場

  - 臺南市立體育場：舉辦多次全國運動會、全國中等學校運動會等多項全國性大型運動賽事， 2013年5月27日男高音安德烈·波伽利舉辦演唱會[1]。
  - 臺南市立棒球場：1991年由中華職棒統一獅隊認養維護且為統一獅隊的主場地。2004年與高雄澄清湖棒球場共同舉辦第二屆世界大學棒球錦標賽[2]。2013年舉辦國際大學棒球挑戰賽[3]。
  - 臺南市立游泳池：設有國際標準跳台12座、八水道標準泳池、兒童游泳池，電子成績顯示版1座。現在委外廠商經營。
  - 臺南市立體育公園-極限運動場、台南市射擊協會飛靶場

原本在棒球場右外野與體育場中間為臺南市立網球場，2004年市府為舉辦世界大學棒球錦標賽，整修台南棒球場及周邊並拆除網球場改建為體育之心廣場規劃為行人專區並禁止車輛通行以維安全。網球場遷移至忠烈祠後方。
- 民眾服務
  - 行政院海岸巡防署台南第一機動查緝隊
  - 臺南市政府消防局第七大隊及東門分隊
  - 臺南市南門勞工育樂中心：以公設公營方式經營會議室、教室及客房並且推動勞工學苑、生活藝能研習課程等全方位終身學習一系列服務。
  - 臺南市立松柏育樂中心：主要提供年長者休憩、活動場所並開設多項社團、學習課程、藝廊及歌唱會等活動。
  - 臺南市國軍英雄館

- 自然名勝
  - 竹溪：在竹溪寺前1982年新建一座「鳳凰吊橋」可以橫跨竹溪到對岸的體育公園。另外有兩座鐵橋亦可橫跨竹溪至體育公園。
  - 竹溪寺攤販占用體育園區公有地(竹溪寺旁)營業，無人管理一大敗筆

## 外部連結
- 臺南市政府消防局 （页面存档备份，存于）
- 臺南市南門勞工育樂中心 （页面存档备份，存于）
- 臺南市立松柏育樂中心 （页面存档备份，存于）
- 臺南市國軍英雄館